# Mikael Odenberg

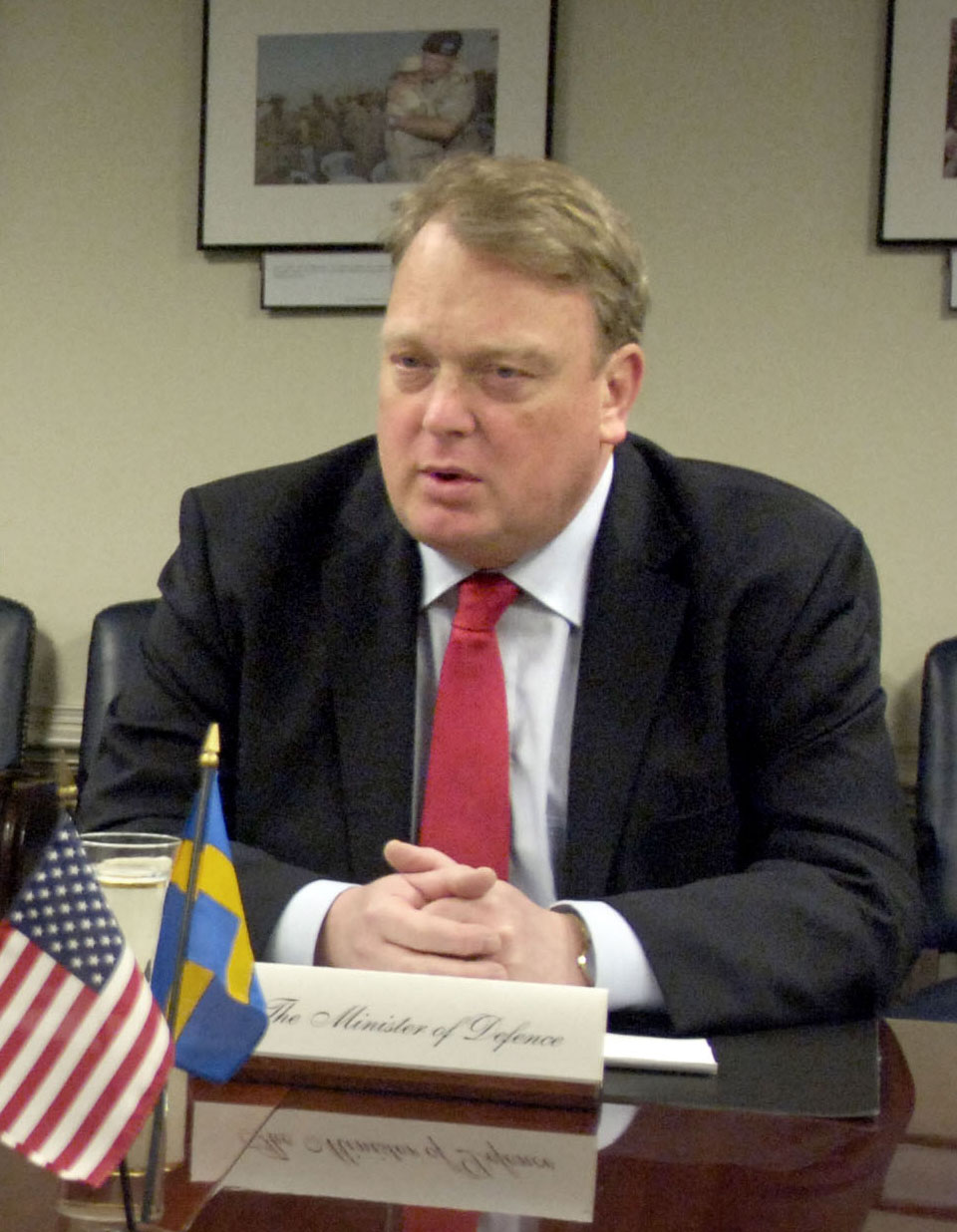
Mikael Odenberg (2007)

Mikael Ingemarsson Odenberg (* 14. Dezember 1953 in Stockholm) ist ein schwedischer Politiker der Moderata samlingspartiet.

## Leben
Mikael Odenberg leistete seinen militärischen Dienst von 1973 bis 1974 bei der Küstenartillerie in Göteborg ab. Sein heutiger Dienstgrad ist Major. Von 1991 bis 2007 war er Abgeordneter im schwedischen Reichstag und vom 6. Oktober 2006 bis 5. September 2007 Verteidigungsminister in der schwedischen Regierung. Als Verteidigungsminister sprach er sich einerseits für die NATO-Annäherung Schwedens und Verbesserung der Auslandseinsätzefähigkeit der schwedischen Soldaten aus, andererseits warnte er vor Sicherheitsgefahren, die mit der Nordeuropäische Gasleitung zusammenhängen. Er vermutete, Moskau werde die Pipeline und deren angekündigten Schutz durch die Kriegsflotte für Militär- und Industriespionage missbrauchen.
Am 5. September 2007 trat Odenberg nach Querelen um den Verteidigungsetat von all seinen politischen Ämtern zurück. Sein Nachfolger im Verteidigungsministerium wurde Sten Tolgfors.
Seit 2008 leitet er den schwedischen Übertragungsnetzbetreiber Svenska kraftnät, was aufgrund fehlender Mitbewerber für den Posten des Generaldirektors Kritik der Oppositionsparteien auslöste.

## Sonstiges
Seine Schwester Christina Odenberg wurde in Lund zum ersten weiblichen Bischof der Schwedischen Kirche ernannt.